# Михаил Аспиет
Михаил Аспиет (греч. Μιχαήλ Ἀσπιέτης) — византийский военный деятель середины XII века.

## Биография
Он происходил из знатного армянского рода Аспиетов. Михаил, скорее всего, является тем самым Аспиетом, о котором Иоанн Киннам писал, что он отличился в войне против венгров в 1167 году. Согласно сообщению Никиты Хониата, в 1176 году, после поражения византийской армии в битве при Мириокефале, Михаил Аспиет и Иоанн Комнин Ватац воевали против турок-сельджуков, совершая набеги на долину реки Меандр. Хотя два византийских военачальника достигли определенных успехов, в одном сражении, турки ранили лошадь Аспиета и испуганное животное встало на дыбы, сбросив военачальника в Меандр, где он и утонул.